# Monique Drost

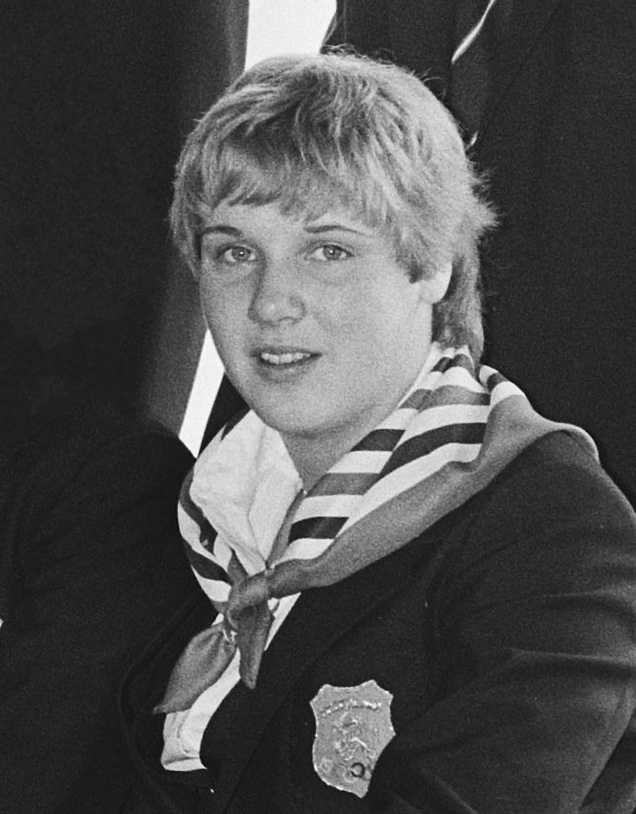
Monique Drost in 1980

Monique Drost (8 oktober 1964) is een voormalig Nederlands zwemmer.
Ze behaalde zeven maal een Nederlandse titel. Daarnaast behaalde zij een derde plaats op de Europese kampioenschappen en sloot haar carrière af met een deelname aan de Olympische Spelen in 1980 te Moskou.